# Rectolejeunea melastomatis
Rectolejeunea melastomatis là một loài Rêu trong họ Lejeuneaceae. Loài này được (Lindenb. & Gottsche) Stephani miêu tả khoa học đầu tiên năm 1914.